# Hemitriccus striaticollis
Hemitriccus striaticollis là một loài chim trong họ Tyrannidae.